# Campionat del món de ciclisme en pista de 1905
El Campionat Mundial de Ciclisme en Pista de 1905 es va celebrar a Anvers (Bèlgica) del 16 al 23 de juliol de 1905. En total es va competir en 4 disciplines, 2 de professionals i 2 d'amateurs.

## Resultats

### Professional
| Prova                | Or                             | Argent                         | Bronze                          |
| Velocitat individual | Gabriel Poulain · França       | Thorvald Ellegaard · Dinamarca | Henri Mayer · Imperi Alemany    |
| Darrere moto         | Robert Walthour · Estats Units | Paul Guignard · França         | Piet Dickentman · Països Baixos |

#### Amateur
| Prova                | Or                         | Argent                          | Bronze                      |
| Velocitat individual | Jimmy Benyon · Regne Unit  | Harald Donald Buck · Regne Unit | Eugène Debognies · França   |
| Darrere moto         | Leon Meredith · Regne Unit | Willy Mest · Imperi Alemany     | Auguste Carremans · Bèlgica |

## Medaller
| Pos. | País           | Or | Plata | Bronze | Total |
| 1    | Regne Unit     | 2  | 1     | 0      | 3     |
| 2    | França         | 1  | 1     | 1      | 3     |
| 3    | Estats Units   | 1  | 0     | 0      | 1     |
| 4    | Imperi Alemany | 0  | 1     | 1      | 2     |
| 5    | Dinamarca      | 0  | 1     | 0      | 1     |
| 6    | Bèlgica        | 0  | 0     | 1      | 1     |
| -    | Països Baixos  | 0  | 0     | 1      | 1     |